# 瑟羅尼亞人

約13世紀時的波羅的民族。

瑟羅尼亞人是波羅的人的其中一族，現今已不存在。直至15世紀以前，瑟羅尼亞人仍居於拉脫維亞東南部及立陶宛東北部的塞羅尼亞。之後，他們被鄰近的拉特加萊人及立陶宛人所同化。